# Pat O'Callaghan
Pour les articles homonymes, voir O'Callaghan.
Dr. Patrick O'Callaghan, (né le 15 septembre 1905 à Kanturk et décédé le 1er décembre 1991 à Clonmel) est un athlète irlandais. Il a remporté deux titres olympiques au lancer du marteau, il est le premier champion olympique irlandais depuis l'indépendance du pays. Il est considéré comme un des plus grands sportifs de ce pays.

## Biographie

### Enfance et vie privée
Pat O'Callaghan est né à Derrygallon près de Kanturk dans le comté de Cork en 1906. Le plus jeune des trois enfants de Paddy O'Callaghan et de Jane Healy, il entame sa scolarité à l'école de Derrygallon à l'âge de deux ans. O'Callaghan suit l'éducation secondaire à Kanturk et à l'âge de quinze ans, il a une bourse pour suivre la scolarité de la Patrician Academy de Mallow. O'Callaghan étudie ensuite la médecine au Royal College of Surgeons de Dublin. À la fin de ses études en 1926, il rejoint la Royal Air Force dans le corps médical. Il revient en Irlande en 1928 et commence à exercer à Clonmel dans le comté de Tipperary. Dr. Pat (il est appelé ainsi) travaille à Clonmel jusqu'à sa retraite en 1984. 

### Carrière sportive

#### Jeux olympiques de 1928
Lors de l'été 1928, les trois frères O'Callaghan prennent à leurs charges le déplacement pour aller aux Jeux olympiques d'été de 1928 à Amsterdam. Même si Con O'Callaghan prend part au décathlon, c'est le plus jeune qui devient un héros. O'Callaghan est considéré comme un novice quand il représente l'Irlande lors de ses Jeux. Personne n'attend une performance de sa part. Il termine à la sixième place de l'épreuve de qualification pour la finale. 
Son premier essai le propulse à la troisième place. Il est derrière Oissian Skjoeld (Suède) mais devant Malcolm Nokes, le candidat favori de la Grande-Bretagne. À sa seconde tentative, il prend la tête du concours pour ne plus la quitter. C'est la première médaille d'or pour O'Callaghan et pour l'Irlande depuis son indépendance (des sportifs irlandais ont été champions olympiques au sein de la délégation britannique). La cérémonie du podium est émouvante pour la première apparition du Drapeau de l'Irlande au firmament et pour la première interprétation olympique du Amhrán na bhFiann.

## Palmarès

### Jeux olympiques
- Jeux olympiques 1928 à Amsterdam ( Pays-Bas) 
  -  Médaille d'or au lancer du marteau
- Jeux olympiques 1932 à Los Angeles ( États-Unis) 
  -  Médaille d'or au lancer du marteau

## Source
- (en) Garry Doyle, « Poitín, Prohibition, Hitler and Gold – the story of Ireland’s first Olympic champion », sur www.the42.ie, Journal Media Ltd, 12 janvier 2020 (consulté le 16 août 2020).